# Амаду Мутарі
Амаду Мутарі (фр. Moutari Amadou, нар. 19 січня 1994, Арліт) — нігерський футболіст, півзахисник «Анжі» та національної збірної Нігеру.

## Клубна кар'єра
Амаду почав свою футбольну кар'єру в клубі «Акокана». У сезоні 2011/12 Мутарі провів 10 матчів і забив 3 м'ячі, а його клуб став срібним призером чемпіонату Нігеру.
Успішний виступ привернуло увагу скаутів французького клубу «Ле-Ман» і 29 січня 2012 року, в день свого вісімнадцятиріччя, Амаду підписав трирічний контракт з французькою командою. Після відновлення від травми, отриманої на Кубку африканських націй 2012 року, Мутарі став виступати за другу команду «Ле-Мана», яка виступала в аматорському чемпіонаті Франції. Свій перший матч за неї нігерець провів 29 квітня. За два роки за другу команду «Ле-Мана» Амаду зіграв у 9 матчах, так і не пробившись до основної команди. У листопаді 2013 року, після оголошення про розформування «Ле-Мана», Мутарі став вільним агентом.
У січні 2014 року на правах вільного агента приєднався до складу донецького «Металурга», ставши першим нігерцем в історії українських чемпіонатів. За донецьку команду дебютував 14 березня в домашньому матчі чемпіонату проти маріупольського «Іллічівця» (1:1), вийшовши на 73 хвилині на заміну замість Грегорі Нельсона. Всього в дебютному сезоні в Україні провів 6 ігор, але не зіграв жодного повного матчу.
2 липня 2014 року підписав чотирирічний контракт з російським «Анжі», перейшовши туди разом з тренером донеччан Сергієм Ташуєвим та гравцями Георгієм Зотовим та Сергієм Каретником.

## Виступи за збірну
Не провівши жодної гри за збірну Нігеру, Амаду був включений в заявку на Кубок африканських націй 2012 року у Габоні та Екваторіальній Гвінеї, куди нігерці пробилися вперше у своїй історії. У матчі першого туру групового етапу проти збірної Габону Мутарі вийшов на поле на 63 хвилині за рахунку 2:0 на користь господарів турніру. На 69 хвилині Стефан Н'Гемо порушив правила на Мутарі, в результаті чого молодий півзахисник отримав перелом ноги і покинув поле на ношах. Сфоливши, габонець отримав жовту картку, а нігерці, які зробили до того часу всі три заміни, були змушені догравати матч удесятьох. Пізніше Н'Гемо провідав Амаду в лікарні, принісши свої вибачення. Ця травма вивела Амаду з ладу на 3 місяці. У 2012 році Мутарі взяв участь ще в 3 товариських зустрічах нігерців.
Мутарі був заявлений Нігером для участі в Кубку африканських націй 2013 року у ПАР, однак на турнірі не провів жодної гри. У 2013 році виступав за збірну у відбірковому матчі до Чемпіонату світу 2014 року проти збірної Буркіна-Фасо, але програв разом з командою з рахунком 0-1, внаслідок чого збірній Нігеру не вдалося кваліфікуватися на турнір у Бразилії.
Наразі провів у формі головної команди країни 7 матчів.

## Титули і досягнення
- Володар Кубка Угорщини (2):

«Ференцварош»: 2016–17
«Гонвед»: 2019–20
- Володар Королівського кубка Саудівської Аравії (1):

«Аль-Файха»: [Королівський кубок Саудівської Аравії з футболу 2021—2022|2021-22]]